# Vimana

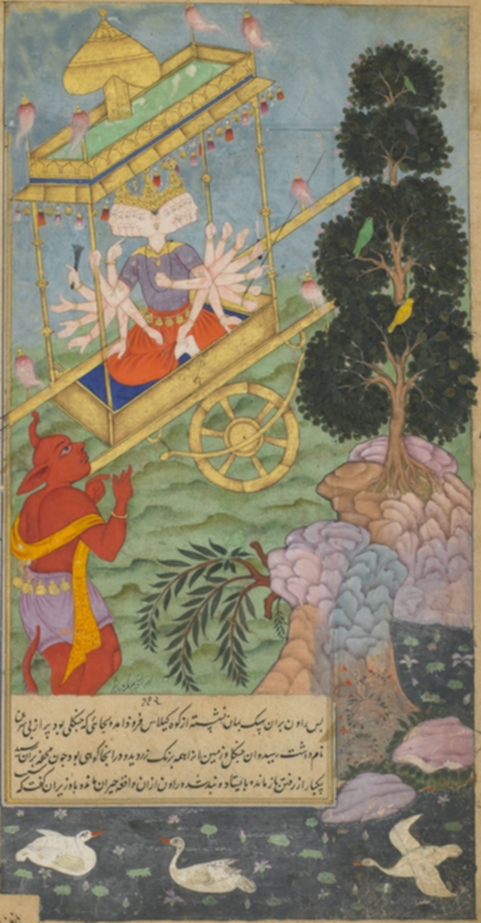
Raffigurazione di un carro vimana, sottratto da Rāvaṇa al dio Kuvera.

Il termine vimana (in sanscrito विमान) indica un generico oggetto volante, descritto in numerosi testi sanscriti.
Non sono state individuate prove fisiche dell'esistenza di tali oggetti, ma la loro descrizione è diffusa, e viene persino descritto il loro uso nelle guerre del Mahabharata e del Ramayana. Secondo le descrizioni di questi poemi epici, i vimana sono in grado sia di volare nell'aria e nello spazio, che di immergersi sott'acqua.

## Ricorrenze
Nei Veda si menzionano diversi tipi di vimana, con diverse forme e dimensioni:
- Il sole e carri volanti che ruotano tirati da animali, di solito cavalli (anche se il carro della divinità vedica Pusan è trainato da alcune capre)
- Il agnihotra-vimana, con due motori (agnir in sanscrito significa "fuoco")
- Il gaja-vimana, con più motori (gaja in sanscrito significa "elefante")

Il Vaimanika Shastra, degli inizi del XX secolo, è un vero e proprio manuale che descrive non solo come pilotare un vimana, ma anche le sue caratteristiche tecniche.
Vengono anche descritte altre tipologie: il martin pescatore, l'ibis, e altri animali.
Pare che l'etimologia della parola Vimāna, che ha anche il significato di tempio indù, deriverebbe dall'unione di vi (vocabolo che sta a significare "uccello", o più genericamente qualcosa di volante) e mān (parola che indica qualcosa di artificiale e di abitato), quindi «uccello artificiale abitato», come spiega D. W. Davenport nel 1979, sul proprio libro 2000 a.C.: distruzione atomica, dove dà una sua interpretazione della traduzione in inglese del Vaimanika Shastra.
L'ufologo Roberto Malini nel suo dizionario enciclopedico fa notare che, secondo alcuni ricercatori, il termine Vimāna potrebbe derivare da Vamana, il quinto avatar del dio Visnù.
Probabilmente con il tempo il significato della parola è traslato nei seguenti significati:
- Area delimitata e destinata a scopi sacri;
- tempio;
- luogo di Dio.

Nelle ultime scritture sono descritti altri veicoli volanti, e qualche volta vengono fatti riferimenti poetici persino a veicoli terrestri. In alcuni moderne lingue indiane, per esempio in gujarati, la parola vimāna viene utilizzata per indicare un moderno aeroplano.
Nel libro buddhista Vimanavatthu (in lingua pali: "Storie di Vimāna") si usa la parola vimāna per indicare un breve testo usato come ispirazione o un sermone buddhista.

### Testi indiani in cui si menzionano i Vimana
- Vaimanika Shastra
- Samarangana Sutradhara
- Yuktikalpatani of Bohja
- Rig Veda
- Yajur Veda
- Atharva Veda
- Rāmāyaṇa
- Mahābhārata
- Purāṇa
- Bhagaravata
- Avadhana
- Kathasaritsagara
- Raghuvamsa
- Abhijnanasakuntalam of Kalidasa
- Abimaraka of Bhasa
- Jatalas